# Atracción x4
Atracción x4. Telenovela argentina ideata da Marcelo Tinelli. La serie è stata prodotta da Ideas del Sur, andata in onda per la prima volta su Canal 13 tra novembre 2008 e maggio 2009.

## Trama
Narra le vicende di due famiglie: i Lacalle e gli Yarrow. Amleto, capofamiglia dei Lacalle, vive in povertà, arrabattandosi con diversi lavori per pagare l'affitto dei locali in cui vive con le figlie: Malena, Nina e Paola. La famiglia Yarrow, formata da Leticia e i suoi figliastri: Francisco, Keto e Pablo, vive invece nel lusso. Amleto aveva composto un tema musicale interessante, ma è stato raggirato da Gonzalo, il quale glielo ha sottratto realizzando una colonna sonora di successo, diventando milionario. La vicenda prosegue con l'incontro fra le figlie di Amleto e i figli di Leticia.

## Colonna sonora
La colonna sonora della serie è stata commercializzata in Argentina a partire dal 3 dicembre 2008. Le tracce sono:
1. Todo Puede Cambiar
2. La mujer De Mi Padre
3. ¿Por Qué Será?
4. Desde Qué Te Vi
5. Súper Chica Súper
6. Este Dolor No Es Mío
7. Arriba Latinas
8. Ella
9. Este Dolor No Es Mío (versione ballata)
10. Sólo Sueños
11. Te Extraño
12. ¿Por Qué Será? (versione remix)
13. Este Dolor No Es Mío (versione televisiva) - Bonus Track